# Taiwo Awoniyi
Taiwo Awoniyi Micheal (ur. 12 sierpnia 1997 w Ilorin) – nigeryjski piłkarz, występujący na pozycji napastnika w angielskim klubie Nottingham Forest oraz w reprezentacji Nigerii. Wychowanek Imperial Soccer Academy, w trakcie swojej kariery grał także w takich zespołach, jak Liverpool, FSV Frankfurt, NEC Nijmegen, Royal Excel Mouscron, KAA Gent, Mainz 05 oraz Union Berlin.